# Hülsen (Engelskirchen)
Hülsen war früher eine Ortschaft in Engelskirchen im Oberbergischen Kreis im Regierungsbezirk Köln in Nordrhein-Westfalen in Deutschland und ist heute ein Teil des Ortsteils Loope.

## Freizeit
Folgende Wanderwege werden vom Sauerländischen Gebirgsverein ab Wanderparkplatz Hülsen (Wasserbehälter) angeboten:
- A7 (15 km) – A8 (3,0 km) – A9 (3,0 km)